# Entrehierro

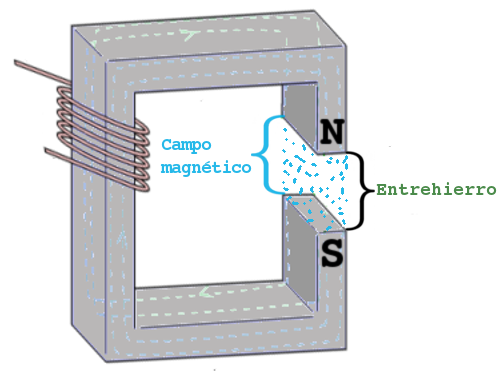
Figura mostrando el entrehierro entre los polos N y S de un electroimán

El entrehierro es la región situada en el aire entre los dos polos magnéticos de un imán o de un electroimán.
El entrehierro introduce en el círculo magnético del imán una reluctancia magnética (término acuñado por Oliver Heaviside, pero publicado por James P. Joule en 1840 como resistencia eléctrica magnética), es decir, una resistencia al paso de un flujo magnético cuando es influenciado por un campo magnético. 
Para obtener en el entrehierro del electroimán un campo magnético intenso es necesaria una corriente de excitación muy fuerte. Por ejemplo, en el caso del electroimán de Bellevue (1928), se requirió de una corriente de 400 A para la obtención de un campo que vale 5 T en un entrehierro de una veintena de centímetros cúbicos.
La estructura de campo en un entrehierro depende de la forma de las superficies polares enfrentadas (ver imagen). El campo es prácticamente uniforme si estas superficies son planas, paralelas y están cercanas una de la otra. Algunas experiencias, como la de Stern y Gerlach, exigen campos magnéticos no uniformes (es decir, inhomogéneos). En este experimento llevado a cabo en 1922, átomos de plata se pasaron a través de un campo magnético inhomogéneo. En su estado fundamental, los átomos de plata tienen un momento magnético orbital cero. Para obtener estos campos hay que dar a las piezas polares formas adecuadas.